# Hạnh phúc muộn màng
Hạnh phúc muộn màng (Tên tiếng Hindi: Yeh Hai Mohabbatein) là một bộ phim truyền hình Ấn Độ được phát sóng từ ngày 3 tháng 12 năm 2013 đến ngày 18 tháng 12 năm 2019 trên kênh Star Plus. Được sáng lập dựa trên ý tưởng của Ekta Kapoor, phim có sự tham gia của Divyanka Tripathi và Karan Patel.

Tại Việt Nam phim được phát sóng độc quyền trên sóng Đài truyền hình Vĩnh Long. Phần 1 (400 tập x 35 phút) của phim phát sóng trên THVL1 từ 4/11/2015 đến 21/5/2016 lúc 17h mỗi ngày, Phần 2 (203 tập x 30 phút) của phim được lên sóng từ 4 tháng 6 đến 25 tháng 12 năm 2020 lúc 22h mỗi ngày trên kênh THVL1

## Nội dung
Nội dung chính xoay quanh "cuộc hôn nhân bất đắc dĩ" của cô nha sĩ xinh đẹp Ishita và anh chàng CEO Ra-man kiêu ngạo luôn tỏ ra lạnh lùng. Cả hai người với 2 tính cách hoàn toàn đối lập, khác biệt về cả tôn giáo, phong tục tập quán của 2 miền Nam và Bắc Ấn nhưng họ lại thỏa thuận trở thành vợ chồng vì tình yêu dành cho cô bé Ru-hi mà cả hai đều hết lòng yêu thương.
Ishita đã từng nếm trải những nỗi đau mất mát khi bị từ hôn ngay trong ngày lễ thành hôn vì cô không có khả năng làm mẹ. Nỗi mặc cảm và khát khao trở thành một người mẹ khiến Ishita luôn dành tình yêu thương cho cô bé hàng xóm Ru-hi tội nghiệp.
Ru-hi là con gái của Ra-man, đã bị mẹ bỏ rơi khi mới vừa tròn 6 tháng tuổi, lại luôn bị người cha đối xử lạnh lùng vì nỗi hận thù khi bị vợ phản bội.
Ishita và Ra-man là hàng xóm của nhau, cả hai gia đình luôn bất hòa và mâu thuẫn vì sự khác biệt về tôn giáo, và phong tục tập quán của 2 vùng miền Nam- Bắc Ấn. Ra-man và Ishita cũng không ngoại lệ- họ luôn tranh cãi về bất cứ điều gì khi có những xích mích, va chạm giữa 2 gia đình...
Nhưng họ lại không ngờ, 2 người cha đã âm thầm theo dõi và biết được cả Ra-man và Ishita lại có cùng một mối quan tâm- đó chính là Ru- hi... Vì vậy ông Om-Ba và ông Vich-qua cùng bắt tay nhau để tiến hành lễ ra mắt...
Bất ngờ đến sửng sốt nhưng họ lại bị thuyết phục bởi hình ảnh đáng yêu của cô bé Ru-hi đang rất cần một gia đình- nhất là khi đứng trước tòa án, cô bé lại chọn phương án về sống cùng cô Ishita... Và mọi rắc rối, mâu thuẫn mới chỉ là bắt đầu trong cuộc sống mới của họ- cuộc sống của "vợ chồng Ra-man- Ishita"...
Dù luôn thể hiện những cái tôi của mình, dù luôn tỏ ra mạnh mẽ, cao ngạo nhưng sâu thẳm trong tim họ là sự quan tâm lặng lẽ dành cho nhau và họ đã nhìn thấy vết thương lòng ở mỗi người đã lành lại nhường chỗ cho một khởi đầu mới...

## Giải thưởng và đề cử
| Năm  | Giải thưởng                              | Hạng mục                                                         | Người nhận                       | Kết quả  |
| ---- | ---------------------------------------- | ---------------------------------------------------------------- | -------------------------------- | -------- |
| 2014 | Giải thưởng vàng                         | Nữ diễn viên chính xuất sắc nhất (vai chính)                     | Divyanka Tripathi                | Đề cử    |
| 2014 | Giải thưởng vàng                         | Nam diễn viên chính xuất sắc nhất (vai chính)                    | Karan Patel                      | Đã thắng |
| 2014 | Giải thưởng vàng                         | Nữ diễn viên xuất sắc nhất trong vai diễn phản diện              | Anita Hassanandani               | Thắng    |
| 2014 | Giải thưởng Telly Ấn Độ                  | Nghệ sĩ nhí nổi tiếng nhất (Nữ)                                  | Ruhanika Dhawan                  | Đã thắng |
| 2014 | Giải thưởng Telly Ấn Độ                  | Nữ diễn viên nổi tiếng nhất trong vai chính                      | Divyanka Tripathi                | Thắng    |
| 2014 | Giải thưởng Telly Ấn Độ                  | Nam diễn viên nổi tiếng nhất trong vai chính                     | Karan Patel                      | Đề cử    |
| 2014 | Giải thưởng Telly Ấn Độ                  | Cặp đôi nổi tiếng nhất trên màn hình                             | Karan Patel và Divyanka Tripathi | Thắng    |
| 2014 | Giải thưởng Học viện Truyền hình Ấn Độ   | GR8! Cặp đôi trên màn ảnh của năm                                | Karan Patel và Divyanka Tripathi | Đề cử    |
| 2014 | Giải thưởng giải trí Big Star            | Nữ diễn viên hấp dẫn nhất trong vai chính                        | Divyanka Tripathi                | Đã thắng |
| 2015 | Giải thưởng vàng Lions                   | Nữ diễn viên chính xuất sắc nhất                                 | Divyanka Tripathi                | Đã thắng |
| 2015 | Giải thưởng vàng                         | Nam diễn viên chính xuất sắc nhất (vai chính)                    | Karan Patel                      | Đã thắng |
| 2015 | Giải thưởng vàng                         | Nữ diễn viên chính xuất sắc nhất (vai chính)                     | Divyanka Tripathi                | Thắng    |
| 2015 | Giải thưởng vàng                         | Nữ diễn viên xuất sắc nhất trong vai diễn phản diện              | Anita Hassanandani               | Thắng    |
| 2015 | Giải thưởng vàng                         | Nam diễn viên xuất sắc nhất trong vai phản diện                  | Sangram Singh                    | Đề cử    |
| 2015 | Giải thưởng vàng                         | Nam diễn viên xuất sắc nhất trong vai phản diện                  | Sangram Singh                    | Thắng    |
| 2015 | Giải thưởng vàng                         | Nam diễn viên xuất sắc nhất trong vai diễn phụ                   | Raj Singh Arora                  | Thắng    |
| 2015 | Giải thưởng vàng                         | Chương trình truyền hình hay nhất trong năm (Tiểu thuyết)        | Kapta                            | Thắng    |
| 2015 | Giải thưởng Telly Ấn Độ                  | Nam diễn viên chính xuất sắc nhất                                | Karan Patel                      | Đã thắng |
| 2015 | Giải thưởng Telly Ấn Độ                  | Nữ diễn viên chính xuất sắc nhất                                 | Divyanka Tripathi                | Đề cử    |
| 2015 | Giải thưởng Telly Ấn Độ                  | Jodi trên màn hình tốt nhất (Phổ biến)                           | Karan Patel & Divyanka Tripathi  | Đã thắng |
| 2015 | Giải thưởng Học viện Truyền hình Ấn Độ   | Nam diễn viên lãng mạn hay nhất (Nam)                            | Karan Patel                      | Đã thắng |
| 2015 | Giải thưởng Học viện Truyền hình Ấn Độ   | Nam diễn viên xuất sắc nhất trong vai diễn tiêu cực (Nữ)         | Anita Hassanandani               | Thắng    |
| 2015 | Giải thưởng truyền hình người xem châu Á | Nam diễn viên của năm                                            | Karan Patel                      | Đề cử    |
| 2015 | Giải thưởng truyền hình người xem châu Á | Nữ diễn viên của năm                                             | Divyanka Tripathi                | Đã thắng |
| 2015 | Giải thưởng truyền hình người xem châu Á | Xà phòng của năm                                                 | Kapta                            | Thắng    |
| 2016 | Giải thưởng vàng                         | Nam diễn viên xuất sắc nhất (Phổ biến)                           | Karan Patel                      | Đã thắng |
| 2016 | Giải thưởng vàng                         | Nữ diễn viên xuất sắc nhất (Phổ biến)                            | Divyanka Tripathi                | Thắng    |
| 2016 | Giải thưởng vàng                         | Nam diễn viên xuất sắc nhất trong vai phụ (Nam)                  | Raj Singh Arora                  | Thắng    |
| 2016 | Giải thưởng vàng                         | Nữ diễn viên xuất sắc nhất trong vai trò tiêu cực                | Anita Hassanandani               | Thắng    |
| 2016 | Giải thưởng vàng                         | Nam diễn viên xuất sắc nhất trong vai trò tiêu cực               | Sangram Singh                    | Thắng    |
| 2016 | Giải thưởng vàng                         | Jodi trên màn hình tốt nhất                                      | Karan Patel và Divyanka Tripathi | Đề cử    |
| 2016 | Giải thưởng truyền hình người xem châu Á | Nữ diễn viên của năm                                             | Divyanka Tripathi                | Đề cử    |
| 2017 | Giải thưởng vàng                         | Nam diễn viên chính xuất sắc nhất (vai chính)                    | Karan Patel                      | Đã thắng |
| 2017 | Giải thưởng vàng                         | Nữ diễn viên chính xuất sắc nhất (vai chính)                     | Divyanka Tripathi                | Thắng    |
| 2017 | Giải thưởng vàng                         | Nữ diễn viên xuất sắc nhất trong vai diễn tiêu cực (Phổ biến)    | Anita Hassanandani               | Thắng    |
| 2017 | Giải thưởng vàng                         | Nam diễn viên xuất sắc nhất trong vai phụ                        | Raj Singh Arora                  | Đề cử    |
| 2017 | Giải thưởng vàng                         | Nữ diễn viên xuất sắc nhất trong vai phụ                         | Aditi Bhatia                     | Đề cử    |
| 2017 | Giải thưởng vàng                         | Nam diễn viên xuất sắc nhất trong vai trò tiêu cực               | Sangram Singh                    | Đề cử    |
| 2018 | Giải thưởng vàng                         | Nữ diễn viên chính xuất sắc nhất (vai chính)                     | Divyanka Tripathi                | Đề cử    |
| 2018 | Giải thưởng vàng                         | Nam diễn viên chính xuất sắc nhất (vai chính)                    | Karan Patel                      | Đề cử    |
| 2018 | Giải thưởng vàng                         | Chương trình hay nhất (Phổ biến)                                 | Kapta                            | Đề cử    |
| 2018 | Giải thưởng vàng                         | Jodi trên màn hình tốt nhất                                      | Karan Patel và Divyanka Tripathi | Đề cử    |
| 2018 | Giải thưởng vàng                         | Danh dự của nhà sản xuất vàng                                    | Kapta                            | Thắng    |
| 2018 | Giải thưởng Học viện Truyền hình Ấn Độ   | Nữ diễn viên xuất sắc nhất                                       | Divyanka Tripathi                | Đã thắng |
| 2019 | Giải thưởng vàng Lions                   | Nữ diễn viên xuất sắc nhất                                       | Divyanka Tripathi                | Đề cử    |
| 2019 | Giải thưởng Telly Ấn Độ                  | Nữ diễn viên chính xuất sắc nhất trong vai chính (Ban giám khảo) | Divyanka Tripathi                | Đã thắng |
| 2019 | Giải thưởng Telly Ấn Độ                  | Nam diễn viên chính xuất sắc nhất trong vai nữ chính (phổ biến)  | Divyanka Tripathi                | Đề cử    |
| 2019 | Giải thưởng Telly Ấn Độ                  | Nam diễn viên chính xuất sắc nhất trong vai nam chính            | Karan Patel                      | Đề cử    |
| 2019 | Giải thưởng Telly Ấn Độ                  | Jodi tốt nhất                                                    | Divyanka Tripathi & Karan Patel  | Đề cử    |
| 2019 | Giải thưởng Telly Ấn Độ                  | Nam diễn viên xuất sắc nhất trong vai nam phụ                    | Abhishek Verma                   | Đề cử    |
| 2019 | Giải thưởng Telly Ấn Độ                  | Nam diễn viên xuất sắc nhất trong vai phụ nữ (phổ biến)          | Aditi Bhatia                     | Đề cử    |
| 2019 | Giải thưởng vàng                         | Nữ diễn viên chính xuất sắc nhất (vai chính)                     | Divyanka Tripathi                | Đề cử    |
| 2019 | Giải thưởng vàng                         | Nam diễn viên chính xuất sắc nhất (vai chính)                    | Karan Patel                      | Đề cử    |
| 2019 | Giải thưởng vàng                         | Chương trình hay nhất (Phổ biến)                                 | Kapta                            | Đề cử    |
| 2019 | Giải thưởng vàng                         | Jodi trên màn hình tốt nhất                                      | Karan Patel và Divyanka Tripathi | Đề cử    |
| 2019 | Giải thưởng vàng                         | Nữ diễn viên xuất sắc nhất trong vai phụ                         | Anita Hassanandani               | Đề cử    |